# Euganea Film Festival
Euganea Film Festival è un festival cinematografico fondato nel 2002 a Monselice, in provincia di Padova, con lo scopo di promuovere il cinema e di valorizzare il territorio dei Colli Euganei attraverso l'organizzazione di eventi legati al cinema.
Il festival seleziona e proietta cortometraggi e documentari. Si articola in tre sezioni:  cortometraggi, documentari, animazione.
Durante la rassegna A Corto di Cinema il festival viene esportato in altre città e comuni della provincia di Padova. Il festival collabora anche con la nuova rassegna Veneto Film Tour.

## Premi del festival
Le categorie dei premi sono cambiate nel corso delle edizioni; i premi per i cortometraggi sono stati nella maggior parte delle occasioni divise tra italiani (fino al 2011), internazionali (tranne che nel 2012) e di animazione (dal 2006); nel 2012 è stato premiato il miglior cortometraggio di fiction; nel 2013 il miglior cortometraggio documentario. 
Vengono solitamente assegnate menzioni speciali per le varie categorie in concorso.
Il premio del pubblico è stato assegnato fino al 2009.
Nell'edizione del 2024 i premi sono stati Miglior Cortometraggio, Miglior Lungometraggio, Premio EFF KIDS, Premio della Giuria (Concorso Internazionale Cortometraggi e Concorso Internazionale Lungometraggi) e Premio del Pubblico.

### Miglior Lungometraggio
- 2005: Grosseltern di Nicole Scherg
- 2006: Furriadroxus di Michele Mossa e Michele Trentini
- 2007: Six conceptions fo freedom di Thomas Ostbye
- 2008: ex aequo Kesan Lapsi di Iris Olsson e The desert chronicles di Frederick Jan Depickere e Pablo Castilla
- 2009: El futuro es hoy di Sandra Gómez
- 2010: Valentina Postika in attesa di partire di Caterina Carone
- 2011: La sospensione di Matteo Musso
- 2012: Planete Kirsan di Magdalena Pieta
- 2013: Materia oscura di Massimo D'Anolfi e Martina Parenti
- 2014: Who will be a Gurka di Kesang Tseten
- 2015: A diary of journey di Piotr Stasik
- 2023: Tara di Volker Sattel e Francesca Bertin
- 2024: The Great Yawn Of History di Aliyar Rasti

### Miglior Cortometraggio Internazionale
- 2005: La negra Flor di Eduard Rodergas Font
- 2006: The Postman's secret di Hanna Andersson
- 2007: Security di Lars Henning
- 2008: Elvis and I di Michael Sommer
- 2009: Sores & Sîrîn di Katrin Gebbe
- 2010: Ich bin's. Helmut di Nicolas Steiner
- 2011: El somriure amagat di Vntura Durall
- 2013: The mass of man di Gabriel Gauchet
- 2014: Nous avions di Stéphane Moukarzel
- 2015: Safe di Byoung-gon Moon
- 2023: Pig di Jorn Leeuwerink
- 2024: My Name Is Edgar And I Have A Cow di Filip Diviak

### Miglior Cortometraggio di animazione
- 2006: Life in smoke di Gianluca Fratellini
- 2007: La memoria dei cani di Simone Massi
- 2008: Styri di Ivana Sebestova
- 2009: Down the Road di Rune Christensen
- 2010: Giallo a Milano di Sergio Basso
- 2011: Lose this child di Yuval Nathan e Merav Nathan
- 2012: Duo de volailles, sauce chasseur di Pascale Hecquet
- 2013: Super di Johan Klungel
- 2014: Land di Masanobu Hiraoka
- 2015: La testa tra le nuvole di Roberto Catani

### Premio Parco Colli Euganei
- 2009: Rumore bianco di Alberto Fasulo
- 2010: Gente d'alpe di Sandro Nardi, Giovanna Poldi Allai, Filippo Lilloni
- 2011: Polvere - Il grande processo dell'amianto di Niccolò Bruna e Andrea Prandstraller
- 2012: Piccola terra di Michele Trentini
- 2013: God save the Green di Michele Mellara e Alessandro Rossi
- 2014: Ultima chiamata di Enrico Cerasuolo
- 2015: When Mountains and Animal Will Speak di Mara Trifu

### Premio Speciale Cineambulante
- 2009: Uno scampolo di paradiso di Gabriele Vacis
- 2010: Arsy-Versy di Mimo Remo
- 2011: Concrete Coast di Robert Harding Pittman
- 2012: Freakbeat di Luca Pastore
- 2013: non assegnato
- 2014: Fedele alla linea di Germano Maccioni
- 2015: Ninì di Gigi Giustiniani e Raffaele Rezzonico
- 2023: Stars on the Sea di Jang Seung – wook

### Menzioni e Premi speciali
- 2006: La cena di Emmaus di Josè Corvaglia (cortometraggio); O tempos dos bullos di Chus Dominguez (documentario)
- 2007: Adjustment di Ian Mackinnon (cortometraggio); A verdade do gato di Jeremy Hamers (documentario)
- 2008: Aufrecht stehen di Hannah Schweier (cortometraggio); Brüder di Isabel Grunwald (documentario)
- 2009: URS di Moritz Mayerhofer (cortometraggio di animazione); Zohar di Yasmine Novak (corto internazionale, per la regia); L'amore non esiste di Massimiliano Camaiti (corto italiano, per la regia)
- 2010: 8 et des pouissieres di Laurent Teyssier (corto straniero); Mobile di Verena Fels (corto di animazione); One day after the tenth day di Narges Abyar (documentario); The death of the gazelle di Jeremie Reichenbach (documentario)
- 2011: The scent of flowers does not blow against the wind di Leszek Korusiewicz (corto straniero); The gloaming di Nobrain (cortometraggio di animazione)
- 2012: Blick di Bastiaan Schravendeel e A morning stroll di Grant Orchard (corti animazione); Mon amoreux di Daniel Metge e Solo noi tre di Giampietro Balia (corti di fiction); The last chapter di Maximilian Haslberger (documentario)
- 2013: Nedea e Sveta di Maura Delpero (documentario); Three days of freedom di Lukasz Borowski (corto documentario); Ambitious di Ainur Askarov e Misterio di Chema García Ibarra (cortometraggi); The little Bird and the Leaf di Lena von Döhren; The turtle's rage di Pary El-Qalqili (premio speciale documentario)
- 2014: Blessed be this place di Carl Olsson (documentario internazionale); Isacco di Federico Tocchella e The hamster di Bartek Ignaciuk (corto internazionale); Inertial Love di César Esteban Alenda e José Esteban Alenda e Robin di Yuval Nathan e Merav Nathan (corto animazione); Imperium vacui di Linda Kelvink e Massimo Ottoni (cortometraggio, premio speciale animazione)
- 2015: Boulevard's End di Nora Fingscheidt, Il segreto di cyop&kaf (documentario); Hole di Martin Edralin, Sadakat di Ilker Çatak (cortometraggio); Aubade di Mauro Carraro, Betty's Blues di Rémi Vandenitte, The Centipede and the Toad di Anna Khmelevskaya (corti animazione);
- 2023: Haolut di Evgenia Arbugaeva e Maxim Arbugaev

### Premio Veneto Movie Movement
- 2011: Neve di Luca Zambolin e Diego Scano
- 2012: Le perle di ritorno. Odissea di un vetraio africano di Franco Basaglia
- 2013: Le strade di Denis di Andrea Guarnieri
- 2014: Me, We - Only through community di Marco Zuin
- 2015: Animata resistenza di Francesco Montagner e Alberto Girotto

### Miglior Cortometraggio italiano
- 2004[3]: Sei quello che mangi di Stefano Russo
- 2005: San Luca e signora di Antonio Zucconi
- 2006: 100 per cent di Teresa Paoli
- 2007: Purché lo senta sepolto di Gianclaudio Cappai
- 2008: Vietato fermarsi di Pierluigi Ferrandini
- 2009: Afterville di Fabio Guaglione e Fabio Resinaro
- 2010: Habibi di Davide Del Degan
- 2011: Biondina di Laura Bispuri

### Premio del pubblico
- 2004: Autodistruzione per principianti di Ivan Silvestrini
- 2005: Maria di Valeria Baldan
- 2006: La cena di Emmaus di Josè Corvaglia
- 2007: A little tiger di Anna-Carin Andersson
- 2008: Tony Zoreil di Valentin Potier; La preziosa anima di Fausto di Astutillo Smeriglia; Las Gafas di Alberto García Martín
- 2009: Ivan e Loriana di Stefano Cattini
- 2023: Sorta Nostra di Michele Sammarco
- 2024: No Other Land di Basel Adra, Hamdan Ballal, Yuval Abraham, Rachel Szor

### Premio Storie Indipendenti
- 2005: ex aequo Il pupazzo di Giorgia Ciccone; Succotrip di Antonio Piscitelli, Federico Balladore, Giacomo Zampieri (cortometraggi)

### Premio Panorama Veneto
- 2009: Maistrac di Filippo Meneghetti

### Miglior Cortometraggio di fiction
- 2012: Glasgow di Piotr Subbotko

### Miglior Cortometraggio documentario
- 2013: As she left di Alexandra Kandy Longuet

### Premio Legalità al Cinema
- 2013: Lucciole per lanterne di Stefano Martone e Mario Martone (mediometraggio)

### Premio Giovani Monselice
- 2015: Deadly di Aidan McAteer (corto di animazione); How I didn't Become a Piano Player di Tommaso Pitta (corto di fiction)